# 庭中有奇树
《庭中有奇树》是中國古代詩歌。最初收錄於南梁萧统編選的《文選·古诗十九首》用一個女子的角度寫的閨怨詩。

## 作者及收錄
本詩最初收錄於《文選·古诗十九首》，未載明作者姓名。成書略後於《文選》的《玉臺新詠》認爲此詩係西汉枚乘所作，將此詩收入枚乘雜詩九首。唐朝李善註《文選》時認爲本詩爲古詩，作者未知，對枚乘所作的假說表示懷疑。
本詩入選當代漢語文教科書，如2017年中国大陆人民教育出版社出版的《語文 八年級上冊》。

## 原文
庭中有奇树，綠葉發華滋。

攀条折其荣，将以遗所思。

馨香盈怀袖，路远莫致之。

此物何足贵，但感别经时。